# Рафья, Хамза
Хамза Рафья (фр. Hamza Rafia; родился 22 апреля 1999) — тунисский футболист, атакующий полузащитник итальянского клуба «Лечче» и национальной сборной Туниса.

## Клубная карьера
Начал играть в футбол в клубе «Брон Террайон», за который ранее выступал Карим Бензема. Затем играл за «Брон Гран Лион», а с 2010 года выступал в молодёжной академии клуба «Олимпик Лион».
В июле 2019 года перешёл в итальянский «Ювентус» за 4 млн евро. Сумма трансфера изначально составила 400 тысяч евро, но может возрасти до 5 млн евро в зависимости от выступлений игрока. Также в контракт включено условие, согласно которому в случае продажи игрока «Ювентусом» «Олимпик Лион» получит 20 % от стоимости трансфера.

## Карьера в сборной
В 2016 году выступал за юношеские сборные Франции до 17 лет и до 18 лет.
6 сентября 2019 году дебютировал в составе сборной Туниса в товарищеском матче против сборной Мавритании.